# Hirschkopf (Thüringen)
Der Hirschkopf bei Ilmenau im thüringischen Ilm-Kreis ist ein 771,8 m ü. NHN hoher Berg im Thüringer Wald.
Er liegt zwischen den Orten Manebach im Nordosten, Stützerbach im Südsüdosten und Gehlberg im Westnordwesten westlich des Tals der Ilm auf der Höhe von Moosbach. Der Moosbach im Norden und der Hirschbach im Süden umfließen ihn fast vollständig, sodass er relativ frei steht und dadurch sehr dominant wirkt. Westlich des Hirschkopfes verläuft die Salzmannstraße, eine alte Handelsstraße. Der Gipfel des Hirschkopfes ist über Wanderwege nicht erreichbar. Er ist vollständig bewaldet, die vorherrschende Baumart ist die Fichte.